# デルタ・コネクション
デルタ・コネクション（英語：Delta Connection）とは、デルタ航空との乗り継ぎのために以下の地域航空会社が運航している名称・ブランドである。これらの航空会社は、デルタ航空の便名でデルタ航空のハブ空港と地方空港の間の路線を小型ジェット機などで運航している。

## 参加航空会社
- エンデバー航空（英語版）
- リパブリックエアウェイズ・ホールディングズ（リパブリック航空）
- スカイウェスト航空

## 使用機材

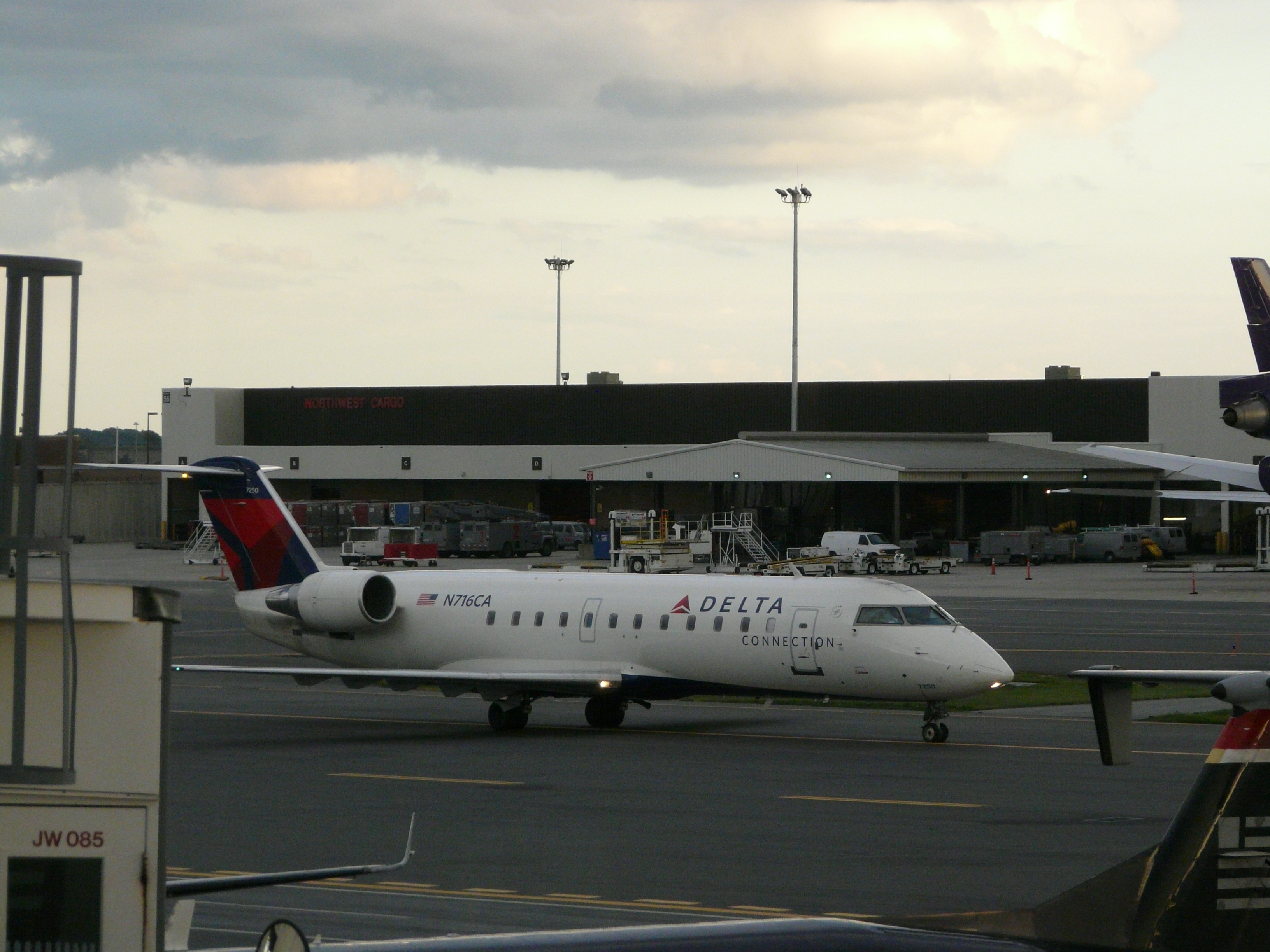
CRJ-100

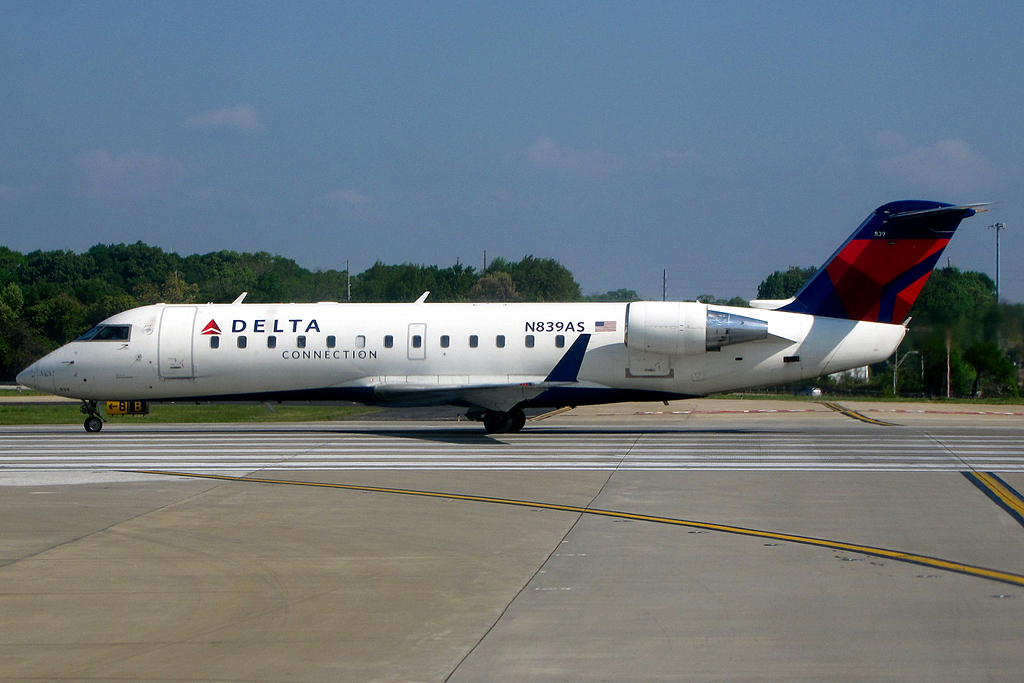
CRJ-200

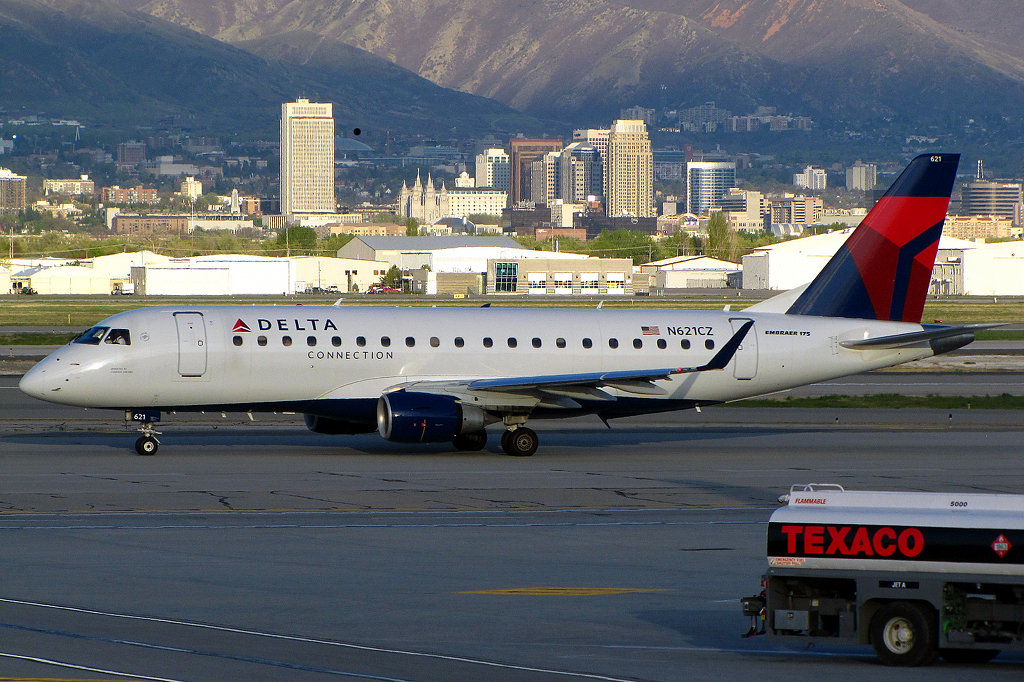
E-175

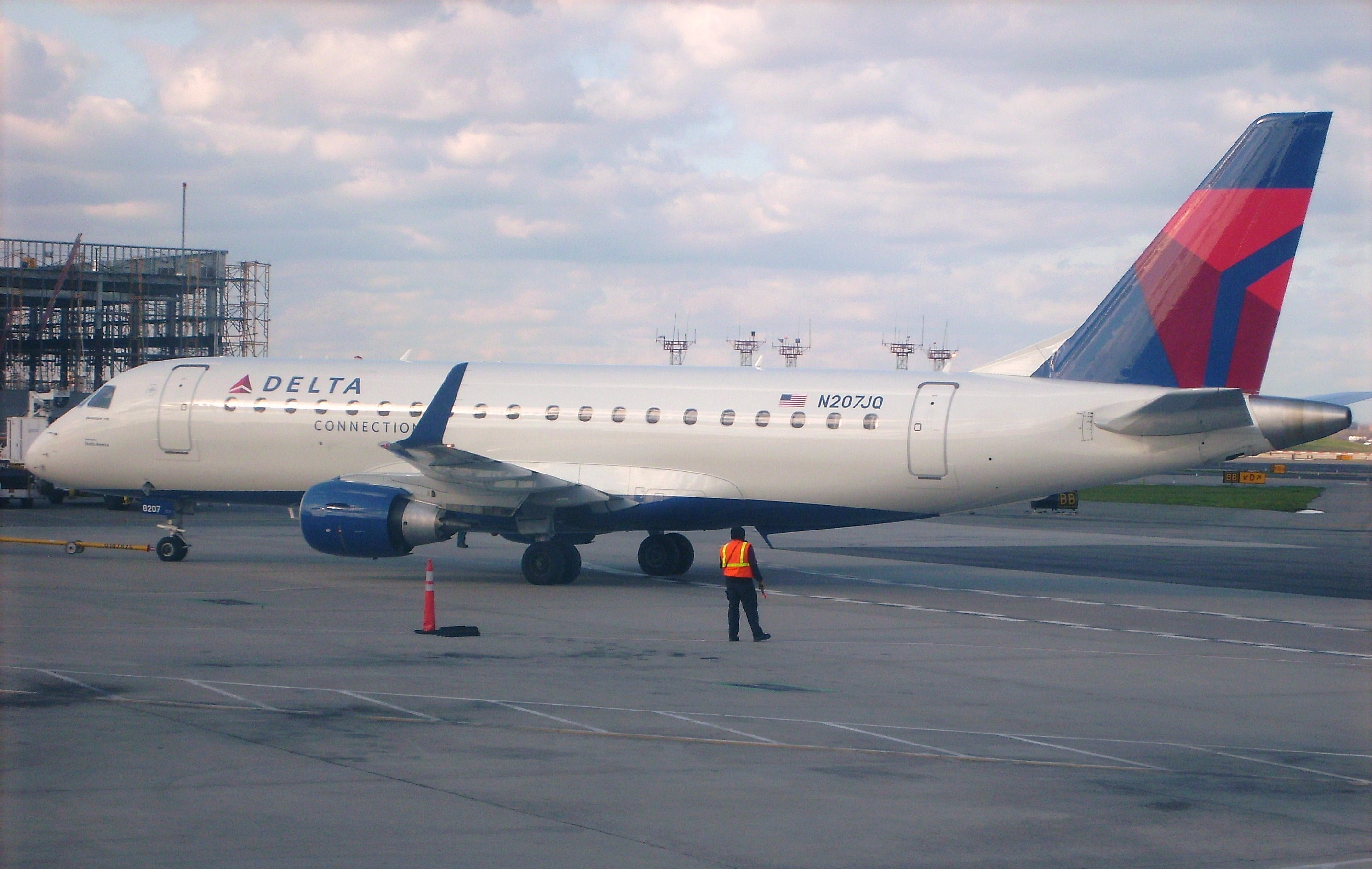
E-175

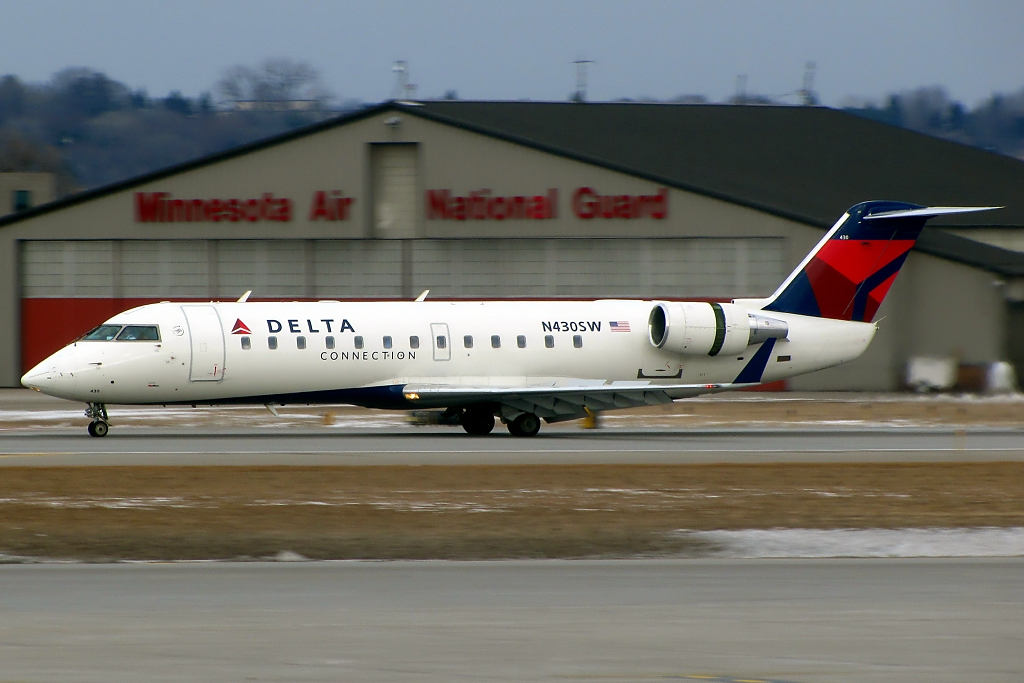
CRJ-200